# Кросснесская насосная станция
Кросснесская насосная станция (англ. Crossness Pumping Station) в боро Бексли была предназначена для подъёма канализационных стоков из главного отводного канала южной подсистемы лондонской городской канализации, построенной после Великого зловония Министерством общественных работ по проекту и под руководством сэра Джозефа Базэлджета. Архитектор станции — Чарльз Генри Драйвер, подрядчик — известный строитель викторианской эпохи, работавший в том числе с Джорджем Гилбертом Скоттом, Уильям Уэбстер. Сооружение продолжалось с 1859 по 1865 год. Художественное чугунное литьё на станции Николаус Певзнер называл «шедевром инженерного искусства и викторианским храмом из чугуна». Здание является памятником архитектуры Англии I класса.
К станции примыкают Эритские заливные луга (марши), северная часть которых является заповедником, где охраняются места обитания насекомых, земноводных и грызунов (водяные полёвки).

## Открытие
Под первоначальным названием «Южный излив» (англ. Southern Outfall Works) комплекс сооружений насосной станции был открыт 4 апреля 1865 года принцем Уэльским Эдуардом в присутствии принца Альфреда, принца Георга, герцога Кембриджского, принца Эдуарда Саксен-Веймарского, архиепископов Кентерберийского и Йоркского, мэра Лондона и других важных персон. После обращения, прочитанного Базэлджетом, члены королевской семьи осмотрели комплекс, и наследник престола открыл вентиль и пустил машины в ход.

## Действие

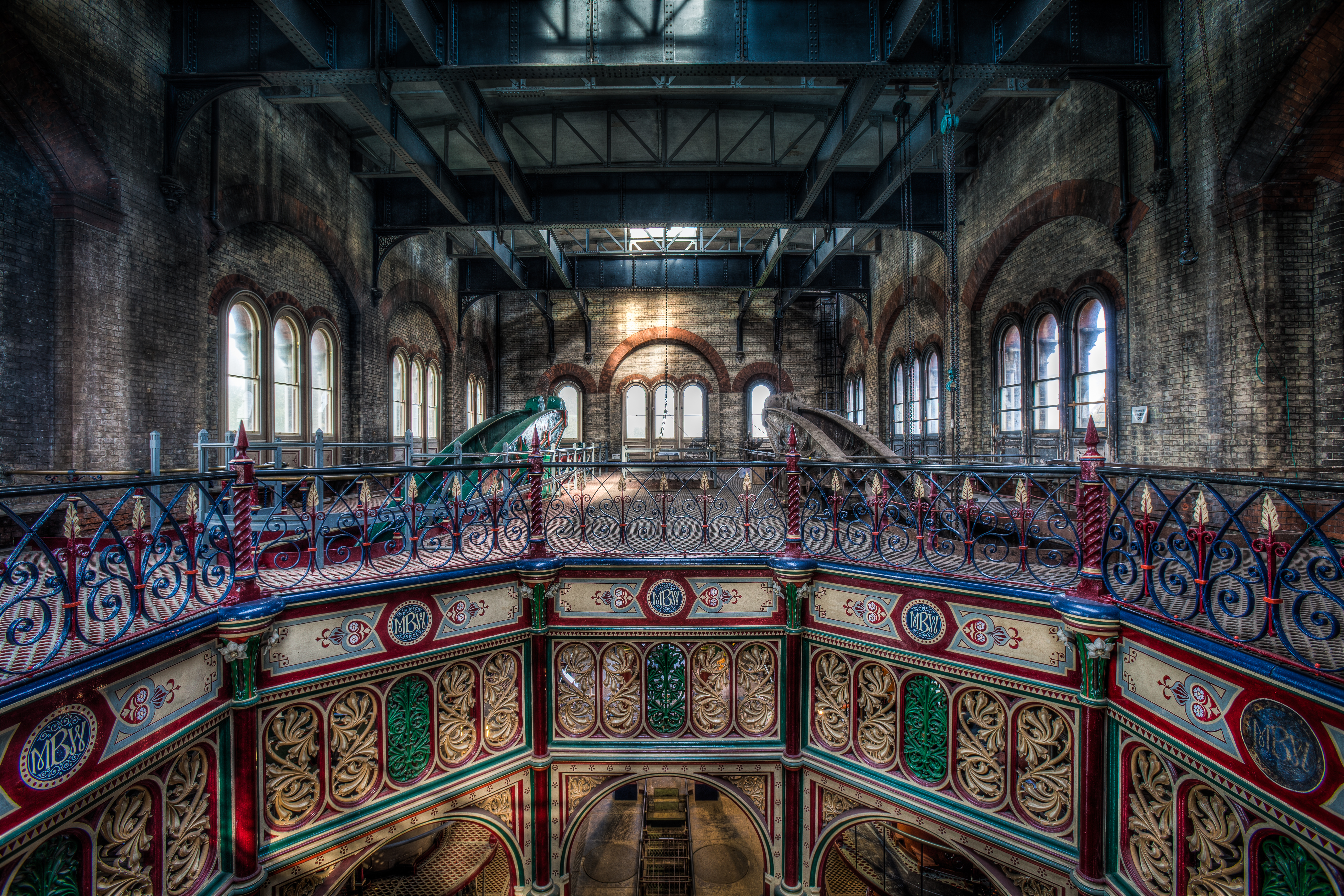
Чугунный интерьер станции

В Кросснессе сточные воды поднимались на 30—40 футов (9—12 м) при помощи четырёх колоссальной величины паровых насосов под именами «Виктория», «Принц-консорт», «Альберт-Эдуард» и «Александра». Машины были изготовлены и смонтированы компанией Уатта по проекту Базэлджета.
Каждая коромысловая машина (самая большая машина такого типа) способна совершать до 11 оборотов в минуту, поднимая за каждый ход насоса 6 британских тонн (6,8 м³) сточных вод в верхний резервуар ёмкостью 120 тыс. м³, который опорожнялся в Темзу во время отлива. Пар для машин в отдельном здании котельной по южную сторону машинного здания производили 12 котлов корнваллийского типа с одной жаровой трубой, потреблявших 5000 тонн угля (из Уэльса) ежегодно.
Проблема загрязнения реки, обострённая Великим зловонием, была лишь выдвинута из города, но не решена. В 1875 году внимание общества привлёк вопрос: сколько людей, погибших с пароходом «Принцесса Алиса» близ сливных шлюзов станции, погибли из-за сброса совершенно не обработанных сточных вод, которые современник описывает так:

Две долгие струи разлагающихся фекалий, с шипением, будто газировка, испускающих тлетворные газы, струи столь чёрные, что видны в воде на протяжении нескольких миль, и склепный дух... который всякий запомнит как особенно несносный и тошнотворный.
Оригинальный текст (англ.)Two continuous columns of decomposed fermenting sewage, hissing like soda-water with baneful gases, so black that the water is stained for miles and discharging a corrupt charnel-house odour, that will be remembered by all;... as being particularly depressing and sickening.
— 
В 1882 году королевская комиссия рекомендовала по крайней мере начать отделять твёрдую фракцию и выпускать в Темзу только жидкую. В 1891 году были достроены первичные отстойники, осадок из которых вывозился дальше в море.
Также в течение 1880-х годов химик Уильям Уэбстер, сын строившего станцию подрядчика, разработал и запатентовал (22 декабря 1887 года в Англии и 19 февраля 1889 года в США) метод электролитической очистки сточных вод, который был испытан на станции в 1888 году.
Производительности станции стало не хватать, и с северной стороны машинного помещения был пристроен цех для ещё четырёх насосов с паровыми машинами тройного расширения, вступившими в строй в 1897 году. После этого в 1899 году были модернизированы и четыре первоначальные машины. Манчестерская фирма Goodfellow & Co превратила их также в машины тройного расширения, причём оригинальные цилиндры остались работать при низком давлении, а рядом с ними встали цилиндры среднего и высокого давления. Паровые котлы также заменили на более производительные ланкаширского типа с двумя жаровыми трубами к 1901 году.
Уже в 1913 году дополнительные машины уступили место дизелям, которые находятся в пристройке по сей день, к 1956 году окончательно выведены из эксплуатации и старые машины Уатта-Гудфеллоу (хотя «Принц-Консорт» уже после остановки был ненадолго пущен в ход в 1953 году, чтобы справиться с затоплением района Эбби-вуд и Арсенала в Вулидже). Старая насосная пребывала в запустении.

## Реставрация

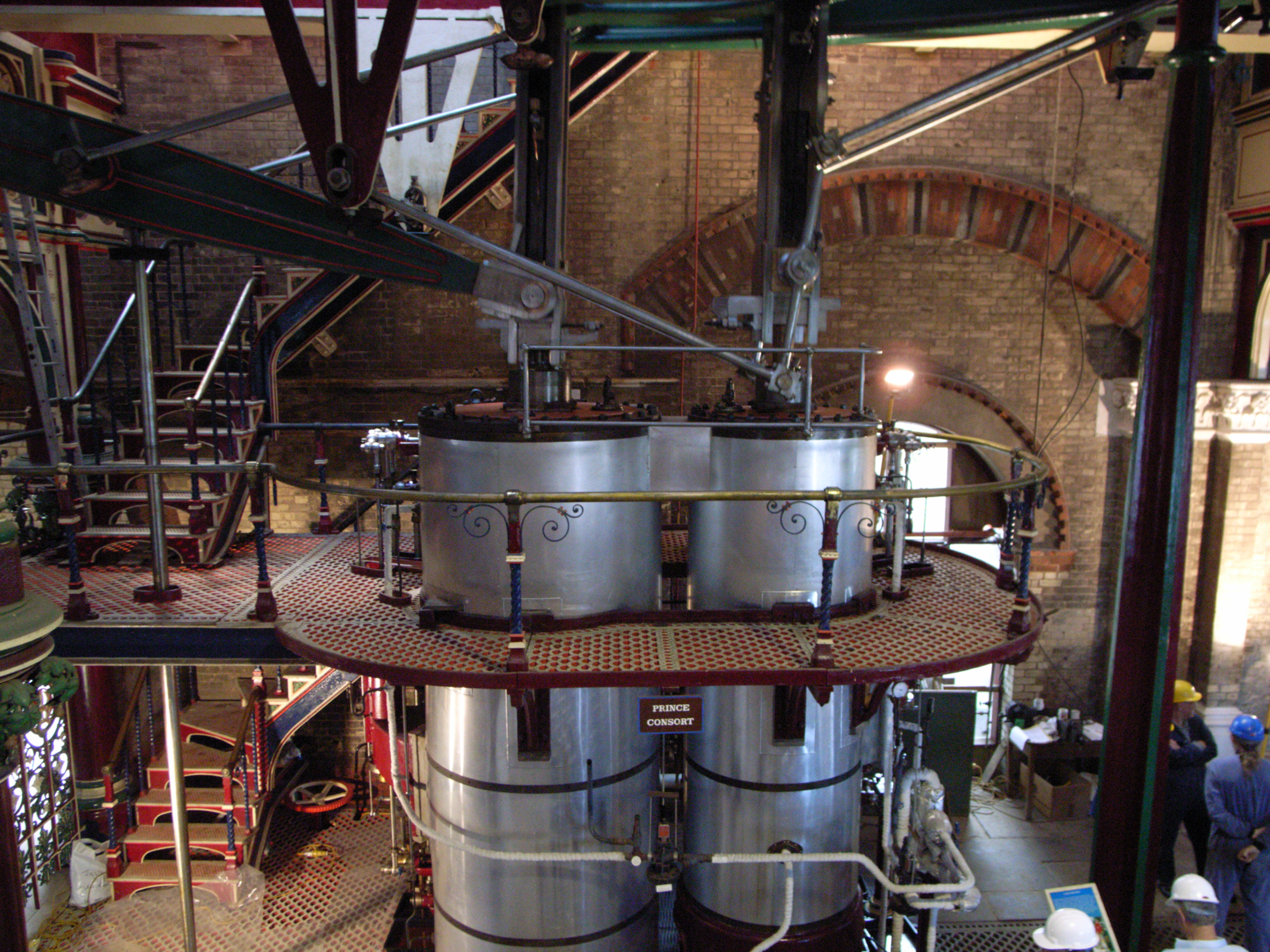
«Принц-консорт»

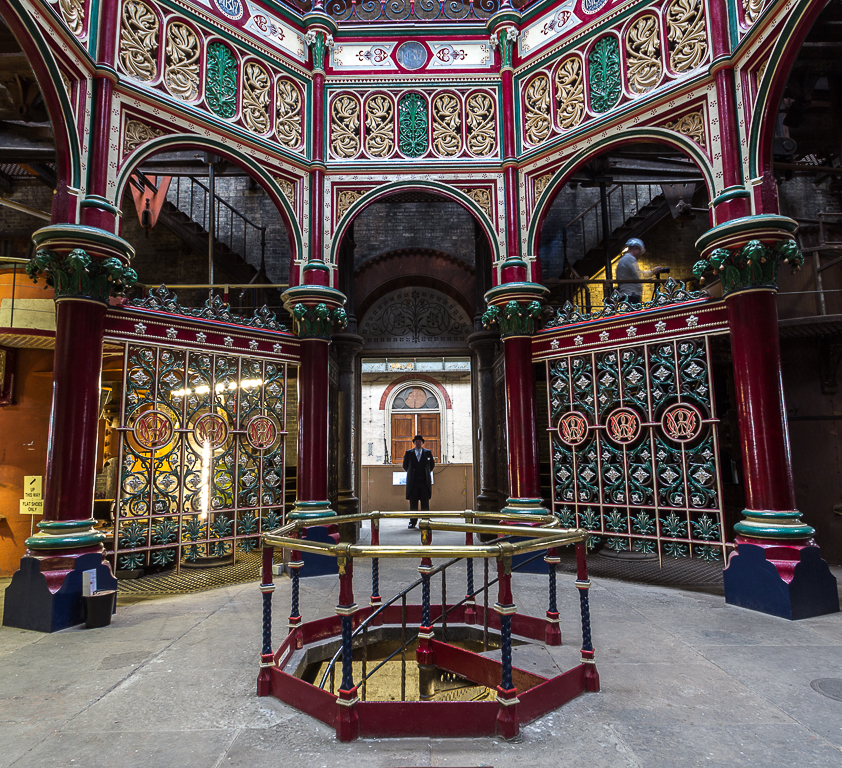
Чугунное литьё в т. н. Октагоне

В 1970 году насосной станции был присвоен статус памятника архитектуры высшего — I класса и до окончания реставрации она пребывает в статусе «наследия под угрозой». Для реставрации в 1987 году образован Фонд кросснесских машин.
После вывода из эксплуатации в 50-е годы паровые машины не стали ломать, потому что стоимость работы не окупалась ценой металлолома. Были сняты только части из дорогих цветных металлов: латунные маслёнки, поручни, бронзовые краны и часть труб. Здание и сами машины были брошены на произвол судьбы.
Последней действующей машиной был «Принц-консорт», поэтому усилия реставраторов были сосредоточены на нём. Около пятнадцати лет понадобилось для того, чтобы восстановить его до работоспособного состояния в 2003 году. В организуемые фондом дни открытых дверей машину пускают под паром, но вхолостую для зрителей. Три остальные машины неработоспособны, начата реставрация «Виктории».
Столь долгий срок реставрации был связан с тем, что все подземные трубы и колодцы под машинным залом, а также сами насосы, были забиты песком во избежание прорыва и скопления взрывоопасного метана из канализации. Таким образом, для того чтобы хотя бы сдвинуть с места маховик, коромысло и насос, потребовалось выбрать около ста тонн песка. Также машины сильно пострадали от ржавчины из-за протекавшей крыши.
Четыре машины на станции являются крупнейшими в мире сохранившимися коромысловыми машинами системы Уатта ― с маховиком: масса коромысел составляет 52 тонны каждое, маховиков ― по 47 тонн.
Котлы не сохранились, и «Принц-консорт» питается паром от небольшого современного котла, который, разумеется, не способен обеспечить машине полную мощность, но работающему только вхолостую насосу полная мощность больше не нужна.

## Галерея

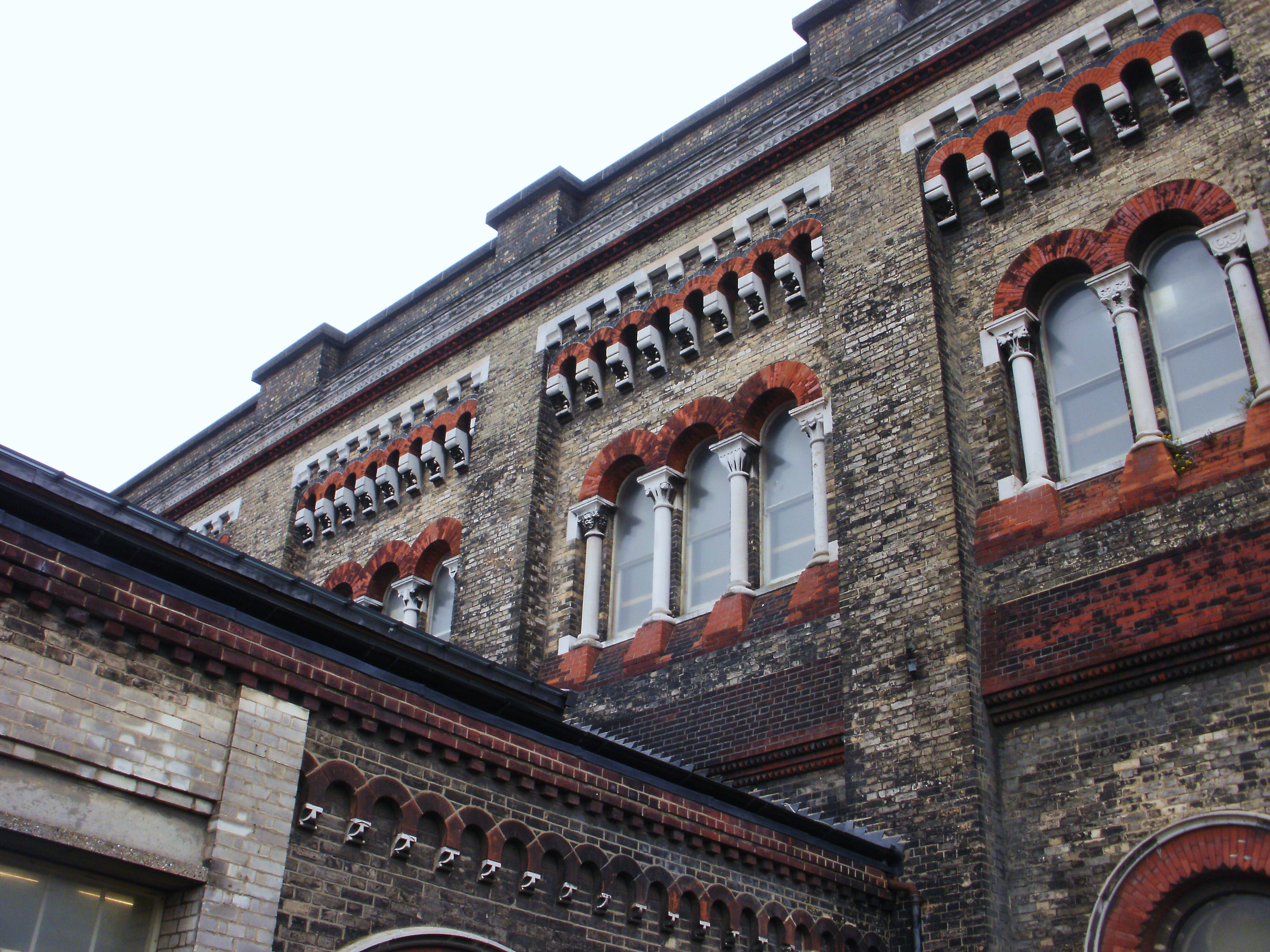
Детали машинного зала
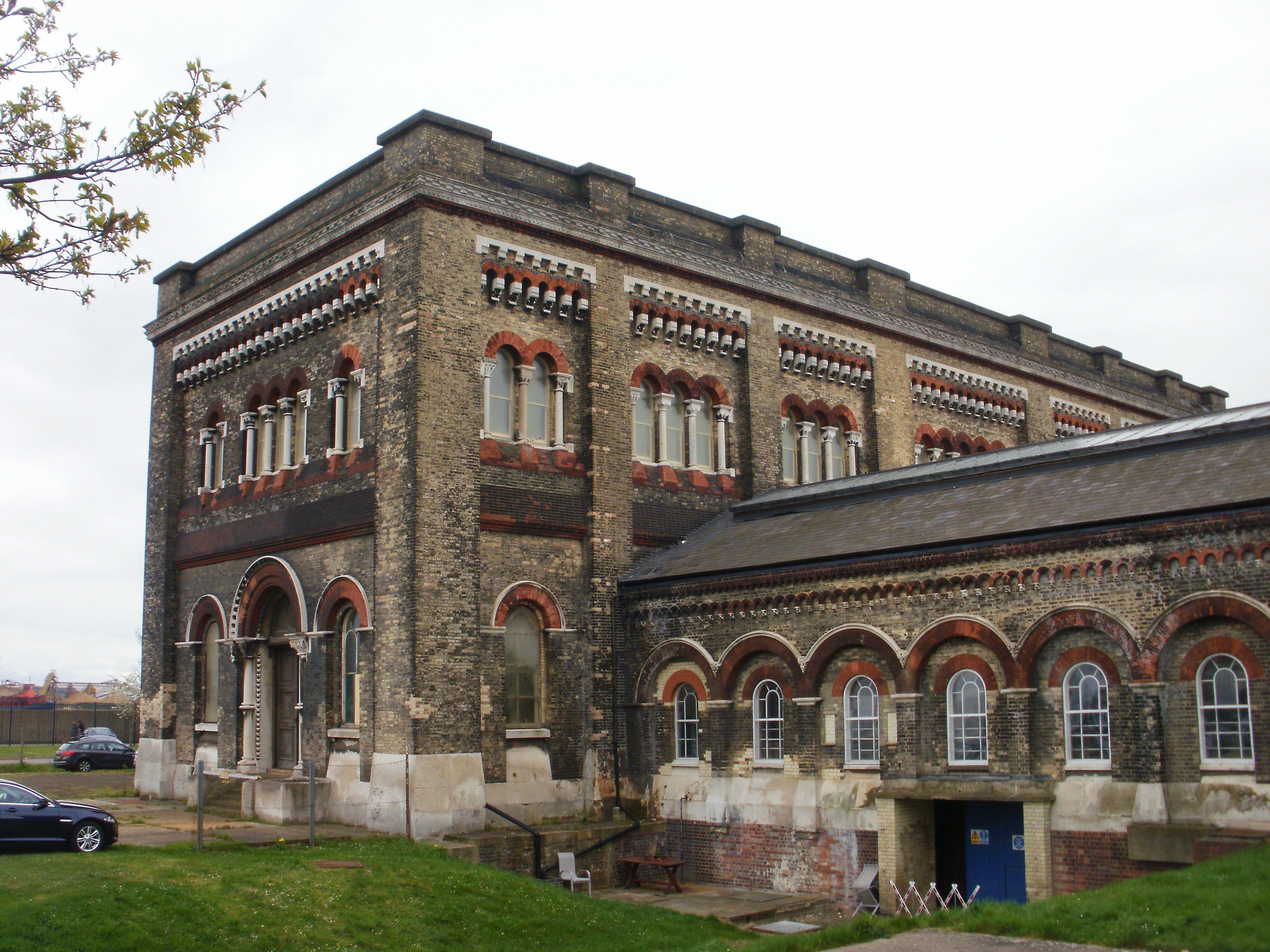
Общий вид машинного зала и котельной
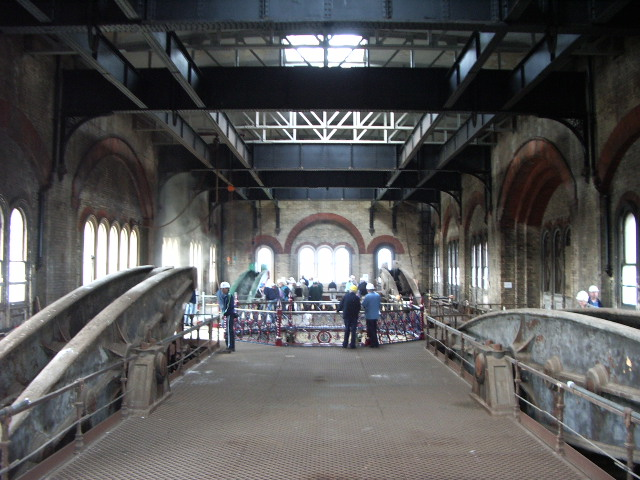
Коромысла машин
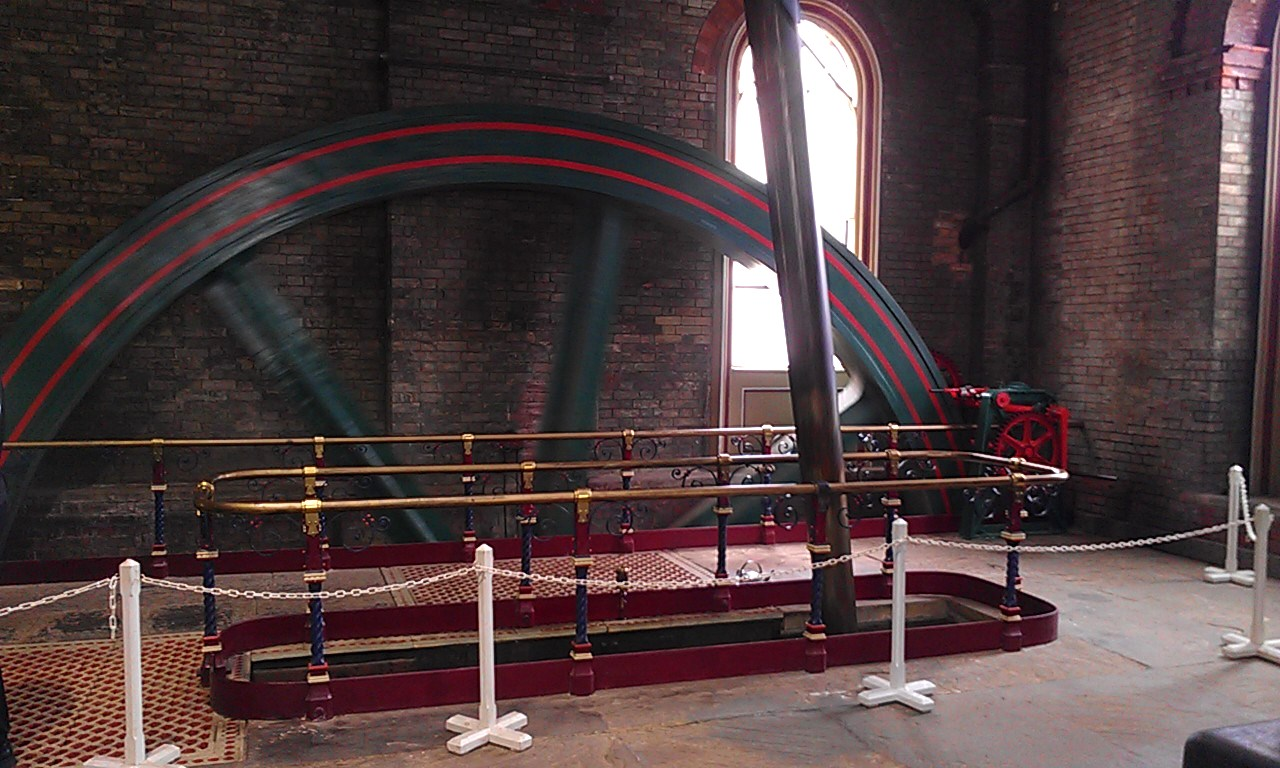
Маховик «Принца-консорта»
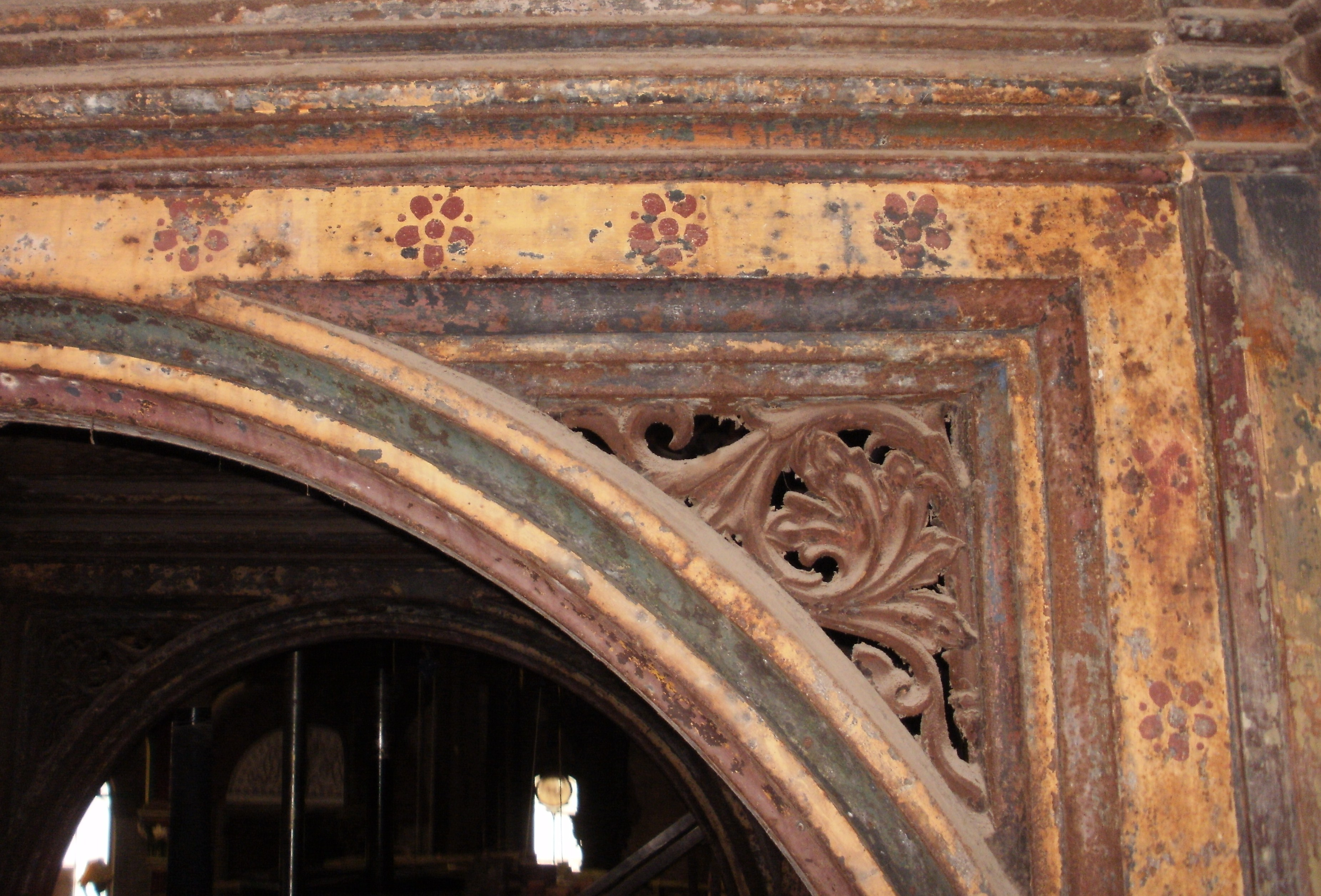
Первоначальная окраска литья
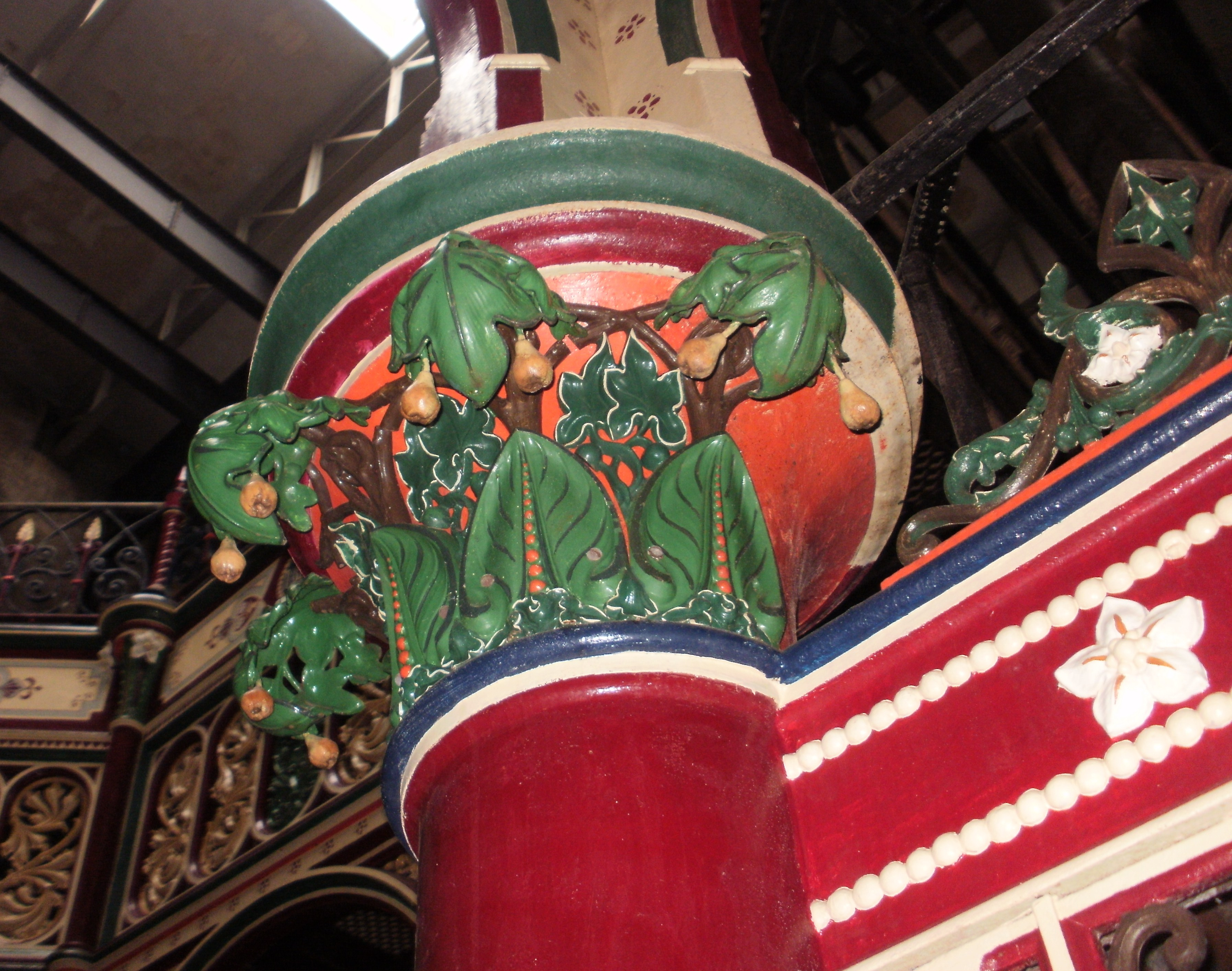
Отреставрированная чугунная капитель